# 三好善次
三好 善次（みよし ぜんじ　1916年 - 1944年9月）は、日本の元アマチュア野球選手。香川県出身。

## 来歴・人物
高松中学（現・香川県立高松高等学校）在学中は、1934年夏の甲子園に出場し、ベスト8まで進出した。中学卒業後、1935年に早稲田大学に入学。大学野球のリーグ戦では、外野手（主に中堅手）として活躍した。
早大卒業後応召され南洋諸島へ従軍。1944年9月（正確な死没日は不明）に、グアムにて戦死した。享年28。
東京ドーム内の野球殿堂博物館にある戦没野球人モニュメントに、彼の名が刻まれている。